# Proceso documental
El Proceso Documental es el conjunto de operaciones a que son sometidos los documentos en una unidad de información, para que a través de las mismas la información que contiene el documento pueda llegar al usuario que necesite la documentación.

## Fases del proceso documental

### Colecta o entrada
Son las operaciones que conducen a la formación de los depósitos documentales de una biblioteca. Consta de tres pasos:
- Selección: selecciona los documentos que van a formar parte de una biblioteca para lo que es necesario que se conozcan los documentos y los recursos económicos y humanos con los que puede contar. La función de este paso es poner a disposición de los usuarios aquellos documentos que les pueden ser útiles.
- Adquisición: adquirir los documentos que se han seleccionado. Lo más habitual es que esta adquisición se haga mediante compra. Se pueden adquirir libros también mediante canje.
- Donaciones: la donación de documentos por parte de una persona o una biblioteca.

### Tratamiento documental
Es el resultado de aplicar técnicas normalizadas a un conjunto documental con el fin de hacerlo más controlable y utilizable. El tratamiento comprende dos fases:
- 'n o incluso para generar un producto que le sirva como sustituto. El documento tiene dos partes: el contenido del documento y el soporte que es la parte extensa del documento.
- El análisis externo y una descripción bibliográfica sirven para hacer esta descripción. Se recogen aquellos elementos del documento que hacen posible su identificación dentro del conjunto de todos los documentos de una colección. Esta descripción de los elementos externos del documento se hacen siguiendo unas normas y tiene varias etapas: examen del documento, determinación del tipo de documento que es para saber que normas aplicar, y decisión del nivel

### Difusión de la información
Se define como la operación que consiste en hacer llegar a los usuarios la información que responda a sus necesidades.

## Document Centric BPMS
En el marco de la disciplina de Gestión de procesos de negocio, los procesos documentales se automatizan mediante los llamados Document Centric BPMS, es decir, herramientas de gestión de procesos de negocios especializadas en procesos donde el documento es la unidad principal de información.
- Datos: Q6087226